# Cornelia Druțu
Cornelia Druţu (Iași) é uma matemática romena que trabalha nas áreas da teoria geométrica de grupos, topologia e teoria ergódica e suas aplicações à teoria dos números. Cornelia é tutora em matemática pura no Exeter College, e professora no instituto de matemática da  Universidade de Oxford.

## Prémios
Em 2009 recebeu o Prémio Whitehead da London Mathematical Society pelo seu trabalho na teoria geométrica de grupos.